# Бакнелл, Генри
Генри Крессуэлл Бакнелл (англ. Henry Cresswell Bucknell; 4 июля 1885, Лиссабон — 1 января 1962, Дамфрис) — британский гребец, чемпион летних Олимпийских игр 1908 года.
На Играх 1908 года в Лондоне Бакнелл входил в первый экипаж восьмёрок Великобритании. Его команда, обыграв Венгрию, Канаду и Бельгию, стала лучшей и выиграла золотые медали.